# Искусственное опыление
Искусственное опыление (или ручное опыление) — метод перенесения пыльцы с тычинок на пестики цветов человеком, когда естественное опыление невозможно или нежелательно.

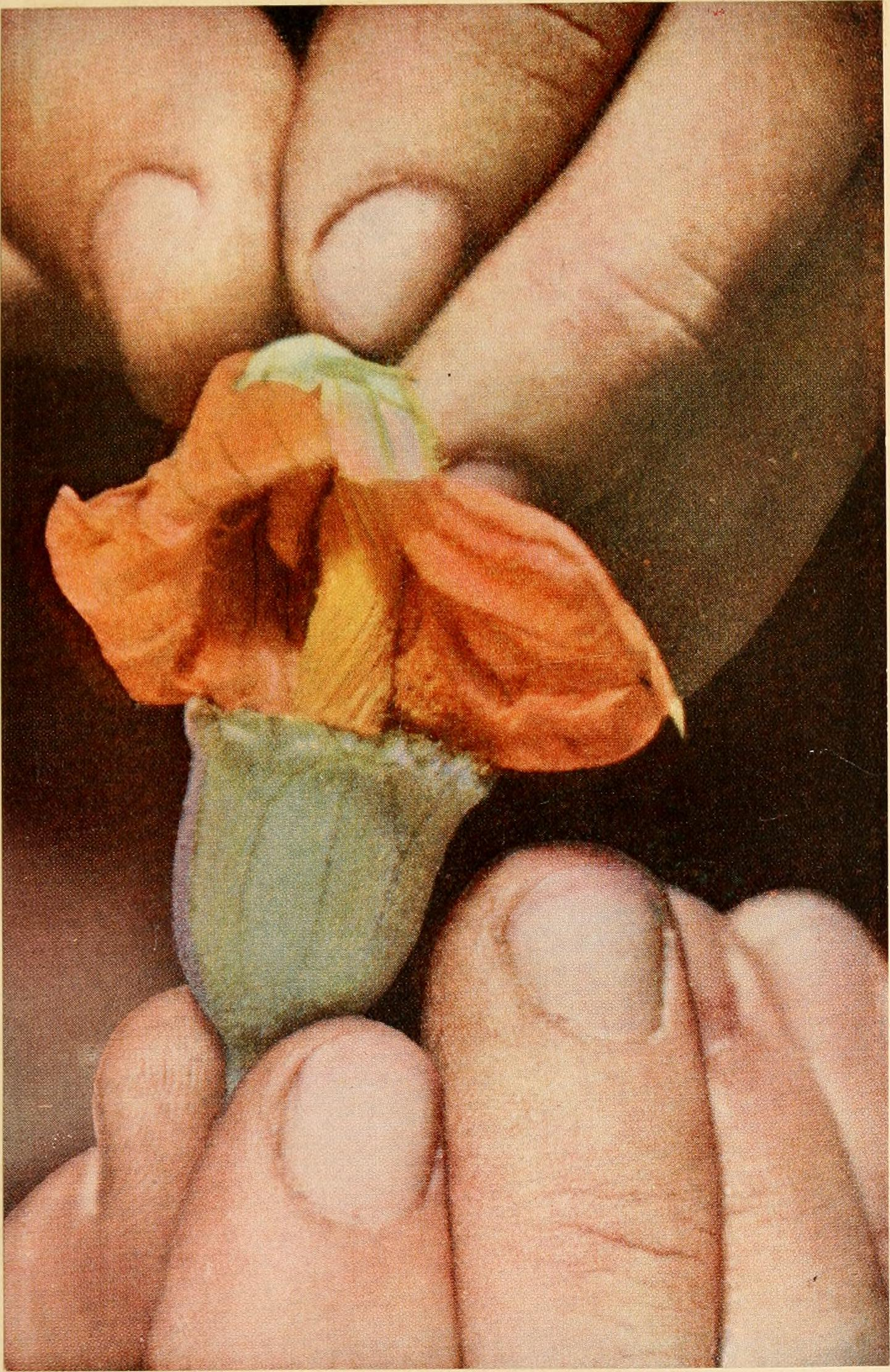
Ручное опыление двух ростков тыквы

## Методы
Существуют различные методы перенесения пыльцы с тычинки на пестик цветка:
- при помощи инструментов (например ватного тампона или маленькой кисти);
- напрямую: проведением мужским цветком с предварительно удалённым венчиком по гинецею женского цветка или, в случае обоеполых цветков (например, у томата), простым встряхиванием.

## Использование
Общие причины использования этого метода опыления включают в себя отсутствие естественных опылителей, контроль перекрестного опыления между сортами или созданием новых сортов и гибридов.
Тем не менее, это далеко не единственные причины, и у каждой культуры возникли свои причины его возникновения. Например, для финиковых пальм используется ручное опыление, чтобы не занимать место мужскими растениями.
Из-за трудозатрат ручное опыление — это вариант лишь небольшого масштаба, которым пользуются, например, небольшие садовники или владельцы определённых растений.